# Ferdi Tayfur
Ferdi Tayfur Turanbayburt (Adana, 15 november 1945 – Antalya, 2 januari 2025), in zijn land bekend als Ferdi Baba (Vader Ferdi), was een Turks zanger, componist, acteur, auteur, regisseur en muziekproducer. Hij gold als een van de grootste muzikanten in Turkije en heeft meer dan 30 albums op zijn naam staan. Daarnaast heeft hij in 34 films gespeeld. Zijn naam heeft hij gekregen van zijn vader, die geïnspireerd was door een beroemde theateracteur Ferdi Tayfur (1904-1958).

## Levensloop
Hij groeide op in de wijk Hürriyet in Adana. Al toen hij heel jong was werd zijn vader vermoord. Hierdoor heeft hij tijdens zijn jeugd veel moeten werken om met zijn gezin rond te komen. Van jongs af aan had hij veel interesse in films en muziek. Hij ging regelmatig naar de bioscoop. Daarnaast leerde hij saz (Turks snaarinstrument) spelen. Op 17-jarige leeftijd vertrok hij naar Istanbul. Zijn droom om een succesvolle zanger te worden was vergeefs. Hij keerde terug naar Adana en ging in militaire dienst. Daarna joeg hij opnieuw zijn droom na.

### Carrière
In 1967 bracht hij zijn eerste single Ağlıyorum (Leyla) uit. Hierop volgden singles als Aşkınla Beni Öldürdün, Tatlı Çingenem, Dilek Kapısı. In 1970 en 1971 bracht hij onder meer Kaderimsin en Yapıştı Canıma Bir Kara Sevda/Huzurum Kalmadı uit. Deze singles werden pas later geliefd, na zijn doorbraak bij het Turkse publiek. Die doorbraak was in 1974 met onder andere Kır Çiçekleri, Dur Dinle Sevgilim en Bana Gerçekleri Söyle. Dit was het begin van een lange en succesvolle carrière.
Naast zijn muziekcarrière kreeg hij de kans om acteur te worden. Samen met Necla Nazır (filmactrice) speelde hij in 1976 een hoofdrol in zijn eerste film Çeşme. Met deze film werd hij beroemd bij het publiek. Tot 1990 speelde hij in twee tot vier vier films per jaar.
Hij overleed op 79-jarige leeftijd.

## Discografie
| Jaar | Album                                        |
| ---- | -------------------------------------------- |
| 1968 | Dilek Kapısı                                 |
| 1974 | Postacılar                                   |
| 1976 | Ekmek Parası                                 |
| 1977 | Huzurum Kalmadı                              |
| 1977 | Derbeder                                     |
| 1978 | Batan Güneş                                  |
| 1979 | Son Sabah                                    |
| 1980 | Yuvasız Kuşlar                               |
| 1980 | Durdurun Dünyayı                             |
| 1981 | İnsan Sevince                                |
| 1981 | Nisan Yağmuru                                |
| 1982 | Bir Avuç Gözyaşı                             |
| 1982 | Ben de Özledim                               |
| 1983 | Sen de mi Leyla                              |
| 1984 | Yaktı Beni                                   |
| 1985 | Kurtuldum                                    |
| 1986 | Haram Oldu                                   |
| 1987 | İçimde Bir His Var - Ya Benimsin Ya Toprağın |
| 1988 | Naz Etme - Canına Okuyacağım                 |
| 1989 | Allah'ım Sen Bilirsin                        |
| 1989 | Gülhane'den Sevgilerle                       |
| 1990 | Hoşçakal                                     |
| 1991 | Gelirsen - Bana da Söyle                     |
| 1992 | Prangalar                                    |
| 1994 | Mor Güller – Fadime'nin Düğünü               |
| 1995 | Dünya                                        |
| 1996 | Zaman Tüneli 1                               |
| 1997 | Of Dağlar                                    |
| 1998 | Zaman Tüneli 2                               |
| 1999 | Yoksun – Kör Talih                           |
| 2000 | Zengin Olursam                               |
| 2001 | Zaman Tüneli 3                               |
| 2002 | İnceden                                      |
| 2003 | Durun Ayaklarım                              |
| 2004 | Bir Demet Gül                                |
| 2006 | Aşkın Cezası                                 |
| 2007 | Gençliğimin Şarkıları                        |
| 2009 | Boynu Bükük Şarkılarım                       |
| 2010 | Baharımsın Kışımsım                          |